# بانگ درا

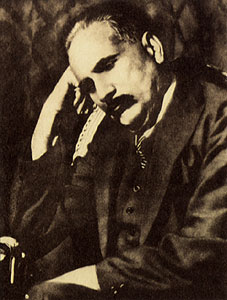
اقبال لاهوری(سراینده این کتاب)

بانگ درا (اردو: بان٘گِ دَرا) یکی از آثار منظوم و فلسفی اقبال لاهوری است. نوشتن این کتاب ۲۰ سال به طول انجامیده‌است و نخستین اثر منظوم محمد اقبال به زبان اردو است. اشعار بانگ درا به سه بخش تقسیم شده‌اند.

## بخش‌های کتاب
- اشعاری که اقبال پیش از ۱۹۰۵، سالی که او هند بریتانیا را به مقصد انگلستان ترک کرد، سروده شده‌اند.
- اشعاری که بین سال‌های ۱۹۰۵ و ۱۹۰۸، در زمان اقامت اقبال در اروپا سروده شده‌اند. او در این اشعار به ستایش غرب می‌پردازد، اما از مسائلی مانند ملی‌گرایی انتقاد و در سمت مقابل ماهیت جهان وطنانه اسلام را ستایش می‌کند.
- اشعاری که بین ۱۹۰۸ و ۱۹۲۳ نوشته شده‌اند. او در این بخش به تاریخ اسلام اشاره می‌کند و از وحدت فرا-مرزی اسلامی سخن می‌گوید.